# Liste des planètes mineures non numérotées découvertes en juin 2021
Pour un article plus général, voir Liste des planètes mineures non numérotées découvertes en 2021.
Pour un article plus général, voir Liste des planètes mineures.
Cet article dresse la liste des planètes mineures (astéroïdes, centaures, objets transneptuniens et assimilés) non numérotées découvertes en juin 2021 dans l'ordre de leur découverte.
Au 15 janvier 2025, 661 077 des 1 434 993 planètes mineures répertoriées par le Centre des planètes mineures ne sont pas encore numérotées, soit 46,07 %.

## Rappel concernant la désignation provisoire
La désignation provisoire indique l'ordre de découverte de ces objets. En effet, cette désignation est composée de l'année de découverte (par exemple 2021) suivie de la quinzaine (demi-mois) de découverte (p.e. A = 1-15 janvier) puis de l'ordre de découverte dans cette quinzaine. Cet ordre est indiqué par une lettre et éventuellement un chiffre comme suit : A pour la première découverte, B pour la deuxième, ..., Z pour la 25e (le I n'est pas utilisé pour éviter la confusion avec 1), A1 pour la 26e, B1 pour la 27e, etc. , Z1 pour la 50e, A2 pour la 51e, B2 pour la 52e, etc. L'ordre de la numérotation ne suit donc pas l'ordre alphanumérique. 2021 AA1 suit ainsi 2021 AZ et précède 2021 AB1.

## Liste

### Du1erau 15 juin 2021
- 2021 LA
- 2021 LB
- 2021 LC
- 2021 LD
- 2021 LE
- 2021 LF
- 2021 LH
- 2021 LJ
- 2021 LK
- 2021 LL
- 2021 LM
- 2021 LN
- 2021 LO
- 2021 LP
- 2021 LQ
- 2021 LR
- 2021 LS
- 2021 LT
- 2021 LU
- 2021 LV
- 2021 LW
- 2021 LX
- 2021 LY
- 2021 LZ
- 2021 LA1
- 2021 LB1
- 2021 LC1
- 2021 LD1
- 2021 LE1
- 2021 LF1
- 2021 LG1
- 2021 LH1
- 2021 LJ1
- 2021 LK1
- 2021 LL1
- 2021 LM1
- 2021 LN1
- 2021 LP1
- 2021 LQ1
- 2021 LR1
- 2021 LS1
- 2021 LT1
- 2021 LW1
- 2021 LX1
- 2021 LY1
- 2021 LA2
- 2021 LB2
- 2021 LC2
- 2021 LD2
- 2021 LE2
- 2021 LF2
- 2021 LG2
- 2021 LH2
- 2021 LJ2
- 2021 LK2
- 2021 LL2
- 2021 LM2
- 2021 LN2
- 2021 LO2
- 2021 LP2
- 2021 LQ2
- 2021 LR2
- 2021 LS2
- 2021 LT2
- 2021 LU2
- 2021 LV2
- 2021 LW2
- 2021 LX2
- 2021 LY2
- 2021 LZ2
- 2021 LA3
- 2021 LB3
- 2021 LC3
- 2021 LD3
- 2021 LE3
- 2021 LF3
- 2021 LG3
- 2021 LH3
- 2021 LJ3
- 2021 LK3
- 2021 LL3
- 2021 LM3
- 2021 LN3
- 2021 LO3
- 2021 LP3
- 2021 LQ3
- 2021 LR3
- 2021 LS3
- 2021 LT3
- 2021 LU3
- 2021 LV3
- 2021 LW3
- 2021 LX3
- 2021 LZ3
- 2021 LA4
- 2021 LC4
- 2021 LD4
- 2021 LE4
- 2021 LF4
- 2021 LG4
- 2021 LH4
- 2021 LJ4
- 2021 LK4
- 2021 LM4
- 2021 LN4
- 2021 LP4
- 2021 LQ4
- 2021 LS4
- 2021 LU4
- 2021 LV4
- 2021 LX4
- 2021 LY4
- 2021 LZ4
- 2021 LA5
- 2021 LB5
- 2021 LC5
- 2021 LD5
- 2021 LE5
- 2021 LF5
- 2021 LG5
- 2021 LH5
- 2021 LJ5
- 2021 LK5
- 2021 LL5
- 2021 LN5
- 2021 LO5
- 2021 LP5
- 2021 LR5
- 2021 LS5
- 2021 LT5
- 2021 LU5
- 2021 LV5
- 2021 LW5
- 2021 LX5
- 2021 LY5
- 2021 LZ5
- 2021 LA6
- 2021 LB6
- 2021 LC6
- 2021 LD6
- 2021 LE6
- 2021 LF6
- 2021 LG6
- 2021 LH6
- 2021 LJ6
- 2021 LK6
- 2021 LL6
- 2021 LM6
- 2021 LN6
- 2021 LO6
- 2021 LP6
- 2021 LQ6
- 2021 LR6
- 2021 LS6
- 2021 LT6
- 2021 LU6
- 2021 LV6
- 2021 LW6
- 2021 LX6
- 2021 LY6
- 2021 LZ6
- 2021 LA7
- 2021 LB7
- 2021 LD7
- 2021 LE7
- 2021 LF7
- 2021 LG7
- 2021 LH7
- 2021 LJ7
- 2021 LK7
- 2021 LL7
- 2021 LM7
- 2021 LN7
- 2021 LO7
- 2021 LP7
- 2021 LQ7
- 2021 LR7
- 2021 LS7
- 2021 LT7
- 2021 LU7
- 2021 LV7
- 2021 LX7
- 2021 LY7
- 2021 LZ7
- 2021 LA8
- 2021 LC8
- 2021 LD8
- 2021 LF8
- 2021 LG8
- 2021 LH8
- 2021 LK8
- 2021 LL8
- 2021 LM8
- 2021 LN8
- 2021 LO8
- 2021 LP8
- 2021 LR8
- 2021 LT8
- 2021 LU8
- 2021 LV8
- 2021 LW8
- 2021 LX8
- 2021 LY8
- 2021 LZ8
- 2021 LA9
- 2021 LD9
- 2021 LF9
- 2021 LH9
- 2021 LJ9
- 2021 LK9
- 2021 LL9
- 2021 LN9
- 2021 LO9
- 2021 LP9
- 2021 LQ9
- 2021 LR9
- 2021 LS9
- 2021 LT9
- 2021 LV9
- 2021 LW9
- 2021 LX9
- 2021 LZ9
- 2021 LA10
- 2021 LC10
- 2021 LD10
- 2021 LE10
- 2021 LF10
- 2021 LG10
- 2021 LH10
- 2021 LJ10
- 2021 LK10
- 2021 LL10
- 2021 LN10
- 2021 LO10
- 2021 LQ10
- 2021 LR10
- 2021 LS10
- 2021 LT10
- 2021 LU10
- 2021 LV10
- 2021 LX10
- 2021 LY10
- 2021 LA11
- 2021 LC11
- 2021 LD11
- 2021 LE11
- 2021 LF11
- 2021 LG11
- 2021 LH11
- 2021 LM11
- 2021 LN11
- 2021 LQ11
- 2021 LR11
- 2021 LS11
- 2021 LT11
- 2021 LU11
- 2021 LV11
- 2021 LX11
- 2021 LA12
- 2021 LB12
- 2021 LC12
- 2021 LD12
- 2021 LE12
- 2021 LF12
- 2021 LH12
- 2021 LJ12
- 2021 LK12
- 2021 LL12
- 2021 LM12
- 2021 LN12
- 2021 LO12
- 2021 LQ12
- 2021 LR12
- 2021 LS12
- 2021 LT12
- 2021 LU12
- 2021 LV12
- 2021 LW12
- 2021 LX12
- 2021 LZ12
- 2021 LA13
- 2021 LB13
- 2021 LC13
- 2021 LF13
- 2021 LG13
- 2021 LH13
- 2021 LK13
- 2021 LM13
- 2021 LN13
- 2021 LO13
- 2021 LP13
- 2021 LQ13
- 2021 LR13
- 2021 LS13
- 2021 LU13
- 2021 LV13
- 2021 LW13
- 2021 LX13
- 2021 LY13
- 2021 LZ13
- 2021 LA14
- 2021 LE14
- 2021 LF14
- 2021 LG14
- 2021 LK14
- 2021 LL14
- 2021 LM14
- 2021 LN14
- 2021 LO14
- 2021 LP14
- 2021 LQ14
- 2021 LR14
- 2021 LT14
- 2021 LV14
- 2021 LW14
- 2021 LX14
- 2021 LY14
- 2021 LZ14
- 2021 LA15
- 2021 LB15
- 2021 LC15
- 2021 LD15
- 2021 LE15
- 2021 LF15
- 2021 LG15
- 2021 LH15
- 2021 LJ15
- 2021 LL15
- 2021 LM15
- 2021 LN15
- 2021 LP15
- 2021 LQ15
- 2021 LR15
- 2021 LT15
- 2021 LU15
- 2021 LV15
- 2021 LW15
- 2021 LX15
- 2021 LA16
- 2021 LB16
- 2021 LC16
- 2021 LD16
- 2021 LE16
- 2021 LF16
- 2021 LJ16
- 2021 LK16
- 2021 LL16
- 2021 LM16
- 2021 LN16
- 2021 LO16
- 2021 LP16
- 2021 LQ16
- 2021 LS16
- 2021 LT16
- 2021 LU16
- 2021 LW16
- 2021 LX16
- 2021 LY16
- 2021 LZ16
- 2021 LA17
- 2021 LB17
- 2021 LC17
- 2021 LD17
- 2021 LE17
- 2021 LF17
- 2021 LH17
- 2021 LK17
- 2021 LL17
- 2021 LM17
- 2021 LN17
- 2021 LO17
- 2021 LQ17
- 2021 LR17
- 2021 LS17
- 2021 LT17
- 2021 LU17
- 2021 LV17
- 2021 LW17
- 2021 LY17
- 2021 LZ17
- 2021 LB18
- 2021 LC18
- 2021 LD18
- 2021 LE18
- 2021 LF18
- 2021 LG18
- 2021 LH18
- 2021 LJ18
- 2021 LK18
- 2021 LL18
- 2021 LM18
- 2021 LN18
- 2021 LO18
- 2021 LQ18
- 2021 LR18
- 2021 LT18
- 2021 LU18
- 2021 LV18
- 2021 LW18
- 2021 LX18
- 2021 LZ18
- 2021 LC19
- 2021 LE19
- 2021 LF19
- 2021 LG19
- 2021 LH19
- 2021 LK19
- 2021 LM19
- 2021 LO19
- 2021 LQ19
- 2021 LR19
- 2021 LS19
- 2021 LT19
- 2021 LU19
- 2021 LV19
- 2021 LW19
- 2021 LX19
- 2021 LY19
- 2021 LZ19
- 2021 LA20
- 2021 LB20
- 2021 LD20
- 2021 LG20
- 2021 LJ20
- 2021 LK20
- 2021 LN20
- 2021 LO20
- 2021 LP20
- 2021 LQ20
- 2021 LS20
- 2021 LU20
- 2021 LV20
- 2021 LW20
- 2021 LX20
- 2021 LY20
- 2021 LZ20
- 2021 LA21
- 2021 LB21
- 2021 LC21
- 2021 LE21
- 2021 LF21
- 2021 LG21
- 2021 LJ21
- 2021 LK21
- 2021 LL21
- 2021 LM21
- 2021 LO21
- 2021 LP21
- 2021 LQ21
- 2021 LR21
- 2021 LS21
- 2021 LU21
- 2021 LV21
- 2021 LW21
- 2021 LX21
- 2021 LY21
- 2021 LZ21
- 2021 LA22
- 2021 LB22
- 2021 LC22
- 2021 LD22
- 2021 LF22
- 2021 LG22
- 2021 LH22
- 2021 LN22
- 2021 LO22
- 2021 LP22
- 2021 LQ22
- 2021 LR22
- 2021 LS22
- 2021 LT22
- 2021 LU22
- 2021 LV22
- 2021 LW22
- 2021 LX22
- 2021 LZ22
- 2021 LA23
- 2021 LB23
- 2021 LD23
- 2021 LF23
- 2021 LG23
- 2021 LH23
- 2021 LJ23
- 2021 LK23
- 2021 LL23
- 2021 LM23
- 2021 LN23
- 2021 LO23
- 2021 LP23
- 2021 LQ23
- 2021 LR23
- 2021 LT23
- 2021 LU23
- 2021 LV23
- 2021 LW23
- 2021 LX23
- 2021 LZ23
- 2021 LA24
- 2021 LB24
- 2021 LC24
- 2021 LD24
- 2021 LE24
- 2021 LF24
- 2021 LG24
- 2021 LH24
- 2021 LJ24
- 2021 LK24
- 2021 LL24
- 2021 LM24
- 2021 LN24
- 2021 LO24
- 2021 LP24
- 2021 LQ24
- 2021 LR24
- 2021 LS24
- 2021 LT24
- 2021 LU24
- 2021 LW24
- 2021 LY24
- 2021 LZ24
- 2021 LA25
- 2021 LB25
- 2021 LC25
- 2021 LD25
- 2021 LF25
- 2021 LH25
- 2021 LL25
- 2021 LM25
- 2021 LN25
- 2021 LO25
- 2021 LP25
- 2021 LQ25
- 2021 LR25
- 2021 LS25
- 2021 LT25
- 2021 LU25
- 2021 LW25
- 2021 LY25
- 2021 LA26
- 2021 LC26
- 2021 LD26
- 2021 LE26
- 2021 LF26
- 2021 LG26
- 2021 LH26
- 2021 LK26
- 2021 LN26
- 2021 LO26
- 2021 LP26
- 2021 LQ26
- 2021 LR26
- 2021 LS26
- 2021 LT26
- 2021 LU26
- 2021 LV26
- 2021 LW26
- 2021 LX26
- 2021 LY26
- 2021 LZ26
- 2021 LA27
- 2021 LB27
- 2021 LC27
- 2021 LD27
- 2021 LF27
- 2021 LG27
- 2021 LH27
- 2021 LJ27
- 2021 LK27
- 2021 LL27
- 2021 LM27
- 2021 LN27
- 2021 LP27
- 2021 LQ27
- 2021 LR27
- 2021 LS27
- 2021 LT27
- 2021 LU27
- 2021 LV27
- 2021 LW27
- 2021 LX27
- 2021 LY27
- 2021 LZ27
- 2021 LA28
- 2021 LB28
- 2021 LC28
- 2021 LD28
- 2021 LE28
- 2021 LF28
- 2021 LG28
- 2021 LH28
- 2021 LJ28
- 2021 LK28
- 2021 LL28
- 2021 LM28
- 2021 LN28
- 2021 LO28
- 2021 LP28
- 2021 LQ28
- 2021 LR28
- 2021 LT28
- 2021 LV28
- 2021 LW28
- 2021 LY28
- 2021 LZ28
- 2021 LA29
- 2021 LB29
- 2021 LC29
- 2021 LD29
- 2021 LE29
- 2021 LF29
- 2021 LG29
- 2021 LH29
- 2021 LK29
- 2021 LL29
- 2021 LM29
- 2021 LO29
- 2021 LP29
- 2021 LQ29
- 2021 LR29
- 2021 LS29
- 2021 LT29
- 2021 LU29
- 2021 LW29
- 2021 LX29
- 2021 LZ29
- 2021 LB30
- 2021 LC30
- 2021 LD30
- 2021 LE30
- 2021 LF30
- 2021 LG30
- 2021 LJ30
- 2021 LK30
- 2021 LL30
- 2021 LM30
- 2021 LO30
- 2021 LP30
- 2021 LQ30
- 2021 LR30
- 2021 LS30
- 2021 LT30
- 2021 LU30
- 2021 LV30
- 2021 LW30
- 2021 LX30
- 2021 LY30
- 2021 LZ30
- 2021 LB31
- 2021 LC31
- 2021 LD31
- 2021 LE31
- 2021 LF31
- 2021 LG31
- 2021 LH31
- 2021 LK31
- 2021 LL31
- 2021 LM31
- 2021 LN31
- 2021 LO31
- 2021 LP31
- 2021 LQ31
- 2021 LR31
- 2021 LS31
- 2021 LT31
- 2021 LU31
- 2021 LV31
- 2021 LW31
- 2021 LX31
- 2021 LY31
- 2021 LZ31
- 2021 LA32
- 2021 LB32
- 2021 LC32
- 2021 LD32
- 2021 LE32
- 2021 LF32
- 2021 LG32
- 2021 LH32
- 2021 LJ32
- 2021 LK32
- 2021 LL32
- 2021 LM32
- 2021 LN32
- 2021 LO32
- 2021 LP32
- 2021 LQ32
- 2021 LR32
- 2021 LT32
- 2021 LU32
- 2021 LV32
- 2021 LW32
- 2021 LX32
- 2021 LY32
- 2021 LZ32
- 2021 LA33
- 2021 LB33
- 2021 LC33
- 2021 LD33
- 2021 LH33
- 2021 LJ33
- 2021 LK33
- 2021 LO33
- 2021 LP33
- 2021 LR33
- 2021 LS33
- 2021 LT33
- 2021 LU33
- 2021 LV33
- 2021 LW33
- 2021 LX33
- 2021 LY33
- 2021 LZ33
- 2021 LA34
- 2021 LB34
- 2021 LC34
- 2021 LE34
- 2021 LJ34
- 2021 LK34
- 2021 LL34
- 2021 LM34
- 2021 LN34
- 2021 LO34
- 2021 LP34
- 2021 LQ34
- 2021 LR34
- 2021 LS34
- 2021 LT34
- 2021 LU34
- 2021 LW34
- 2021 LX34
- 2021 LZ34
- 2021 LA35
- 2021 LB35
- 2021 LD35
- 2021 LE35
- 2021 LF35
- 2021 LG35
- 2021 LH35
- 2021 LJ35
- 2021 LK35
- 2021 LL35
- 2021 LM35
- 2021 LN35
- 2021 LO35
- 2021 LP35
- 2021 LQ35
- 2021 LR35
- 2021 LT35
- 2021 LU35
- 2021 LV35
- 2021 LW35
- 2021 LX35
- 2021 LY35
- 2021 LZ35
- 2021 LA36
- 2021 LB36
- 2021 LC36
- 2021 LD36
- 2021 LE36
- 2021 LF36
- 2021 LG36
- 2021 LK36
- 2021 LL36
- 2021 LM36
- 2021 LN36
- 2021 LO36
- 2021 LQ36
- 2021 LR36
- 2021 LS36
- 2021 LU36
- 2021 LW36
- 2021 LX36
- 2021 LY36
- 2021 LZ36
- 2021 LA37
- 2021 LB37
- 2021 LC37
- 2021 LD37
- 2021 LE37
- 2021 LF37
- 2021 LG37
- 2021 LJ37
- 2021 LK37
- 2021 LL37
- 2021 LM37
- 2021 LN37
- 2021 LO37
- 2021 LP37
- 2021 LQ37
- 2021 LR37
- 2021 LS37
- 2021 LT37
- 2021 LU37
- 2021 LV37
- 2021 LW37
- 2021 LX37
- 2021 LY37
- 2021 LZ37
- 2021 LA38
- 2021 LB38
- 2021 LC38
- 2021 LD38
- 2021 LE38
- 2021 LF38
- 2021 LG38
- 2021 LJ38
- 2021 LK38
- 2021 LN38
- 2021 LO38
- 2021 LP38
- 2021 LQ38
- 2021 LR38
- 2021 LS38
- 2021 LT38
- 2021 LU38
- 2021 LV38
- 2021 LW38
- 2021 LX38
- 2021 LY38
- 2021 LZ38
- 2021 LA39
- 2021 LB39
- 2021 LC39
- 2021 LD39
- 2021 LE39
- 2021 LF39
- 2021 LG39
- 2021 LH39
- 2021 LK39
- 2021 LL39
- 2021 LM39
- 2021 LN39
- 2021 LO39
- 2021 LP39
- 2021 LQ39
- 2021 LR39
- 2021 LS39
- 2021 LT39
- 2021 LU39
- 2021 LV39
- 2021 LX39
- 2021 LY39
- 2021 LZ39
- 2021 LA40
- 2021 LB40
- 2021 LD40
- 2021 LE40
- 2021 LF40
- 2021 LG40
- 2021 LH40
- 2021 LJ40
- 2021 LK40
- 2021 LM40
- 2021 LN40
- 2021 LO40
- 2021 LP40
- 2021 LQ40
- 2021 LR40
- 2021 LS40
- 2021 LV40
- 2021 LW40
- 2021 LX40
- 2021 LY40
- 2021 LZ40
- 2021 LA41
- 2021 LB41
- 2021 LD41
- 2021 LE41
- 2021 LF41
- 2021 LG41
- 2021 LH41
- 2021 LJ41
- 2021 LK41
- 2021 LL41
- 2021 LM41
- 2021 LN41
- 2021 LO41
- 2021 LP41
- 2021 LR41
- 2021 LS41
- 2021 LT41
- 2021 LU41
- 2021 LV41
- 2021 LW41
- 2021 LX41
- 2021 LY41
- 2021 LZ41
- 2021 LB42
- 2021 LC42
- 2021 LD42
- 2021 LE42
- 2021 LF42
- 2021 LG42
- 2021 LH42
- 2021 LJ42
- 2021 LK42
- 2021 LL42
- 2021 LM42
- 2021 LN42
- 2021 LO42
- 2021 LP42
- 2021 LQ42
- 2021 LR42
- 2021 LS42
- 2021 LT42
- 2021 LU42
- 2021 LV42
- 2021 LW42
- 2021 LX42
- 2021 LY42
- 2021 LA43
- 2021 LB43
- 2021 LC43
- 2021 LD43
- 2021 LE43
- 2021 LF43
- 2021 LG43
- 2021 LH43
- 2021 LJ43
- 2021 LK43
- 2021 LL43
- 2021 LM43
- 2021 LN43
- 2021 LO43
- 2021 LP43
- 2021 LQ43
- 2021 LR43
- 2021 LS43
- 2021 LT43
- 2021 LU43
- 2021 LV43
- 2021 LW43
- 2021 LX43
- 2021 LY43
- 2021 LZ43
- 2021 LA44
- 2021 LB44
- 2021 LC44
- 2021 LD44
- 2021 LE44
- 2021 LF44
- 2021 LG44
- 2021 LH44
- 2021 LJ44
- 2021 LK44
- 2021 LL44
- 2021 LM44
- 2021 LN44
- 2021 LO44
- 2021 LP44
- 2021 LQ44
- 2021 LR44
- 2021 LS44
- 2021 LT44
- 2021 LU44
- 2021 LV44
- 2021 LW44
- 2021 LX44
- 2021 LY44
- 2021 LZ44
- 2021 LA45
- 2021 LB45
- 2021 LC45
- 2021 LD45
- 2021 LE45
- 2021 LF45
- 2021 LG45
- 2021 LH45
- 2021 LJ45
- 2021 LK45
- 2021 LL45
- 2021 LM45
- 2021 LN45
- 2021 LO45
- 2021 LP45
- 2021 LQ45
- 2021 LR45
- 2021 LS45
- 2021 LT45
- 2021 LU45
- 2021 LV45
- 2021 LW45
- 2021 LX45
- 2021 LY45
- 2021 LZ45
- 2021 LA46
- 2021 LB46
- 2021 LC46
- 2021 LD46
- 2021 LE46
- 2021 LF46
- 2021 LG46
- 2021 LH46
- 2021 LJ46
- 2021 LK46
- 2021 LL46
- 2021 LM46
- 2021 LN46
- 2021 LO46
- 2021 LP46
- 2021 LQ46
- 2021 LR46
- 2021 LS46
- 2021 LT46
- 2021 LU46
- 2021 LV46
- 2021 LW46
- 2021 LX46
- 2021 LY46
- 2021 LZ46
- 2021 LA47
- 2021 LB47
- 2021 LC47
- 2021 LD47
- 2021 LE47
- 2021 LF47
- 2021 LH47
- 2021 LJ47
- 2021 LK47
- 2021 LL47
- 2021 LM47
- 2021 LN47
- 2021 LO47
- 2021 LP47
- 2021 LQ47
- 2021 LR47
- 2021 LS47
- 2021 LT47
- 2021 LU47
- 2021 LV47
- 2021 LW47
- 2021 LX47
- 2021 LY47
- 2021 LZ47
- 2021 LA48
- 2021 LB48
- 2021 LC48
- 2021 LD48
- 2021 LE48
- 2021 LF48
- 2021 LG48
- 2021 LH48
- 2021 LJ48
- 2021 LK48
- 2021 LL48
- 2021 LM48
- 2021 LN48
- 2021 LO48
- 2021 LP48
- 2021 LQ48
- 2021 LR48
- 2021 LS48
- 2021 LT48
- 2021 LU48
- 2021 LV48
- 2021 LW48
- 2021 LX48
- 2021 LY48
- 2021 LZ48
- 2021 LB49
- 2021 LC49
- 2021 LD49
- 2021 LE49
- 2021 LF49
- 2021 LH49
- 2021 LJ49
- 2021 LL49
- 2021 LM49
- 2021 LO49
- 2021 LP49
- 2021 LQ49
- 2021 LR49
- 2021 LS49
- 2021 LT49
- 2021 LU49
- 2021 LV49
- 2021 LW49
- 2021 LX49
- 2021 LY49
- 2021 LZ49
- 2021 LA50
- 2021 LC50
- 2021 LD50
- 2021 LE50
- 2021 LF50
- 2021 LG50
- 2021 LH50
- 2021 LJ50
- 2021 LK50
- 2021 LL50
- 2021 LM50
- 2021 LN50
- 2021 LO50
- 2021 LP50
- 2021 LQ50
- 2021 LR50
- 2021 LS50
- 2021 LT50
- 2021 LU50
- 2021 LV50
- 2021 LW50
- 2021 LX50
- 2021 LY50
- 2021 LZ50
- 2021 LA51
- 2021 LB51
- 2021 LC51
- 2021 LD51
- 2021 LE51
- 2021 LF51
- 2021 LG51
- 2021 LH51
- 2021 LJ51
- 2021 LK51
- 2021 LL51
- 2021 LM51
- 2021 LN51
- 2021 LO51
- 2021 LP51
- 2021 LQ51
- 2021 LR51
- 2021 LS51
- 2021 LT51
- 2021 LU51
- 2021 LV51
- 2021 LW51
- 2021 LX51
- 2021 LY51
- 2021 LZ51
- 2021 LA52
- 2021 LB52
- 2021 LC52
- 2021 LD52
- 2021 LE52
- 2021 LF52
- 2021 LG52
- 2021 LH52
- 2021 LJ52
- 2021 LK52
- 2021 LL52
- 2021 LM52
- 2021 LN52
- 2021 LO52
- 2021 LP52
- 2021 LQ52
- 2021 LR52
- 2021 LS52
- 2021 LT52
- 2021 LU52
- 2021 LV52
- 2021 LW52
- 2021 LX52
- 2021 LY52
- 2021 LZ52
- 2021 LA53
- 2021 LB53
- 2021 LC53
- 2021 LD53
- 2021 LE53
- 2021 LG53
- 2021 LH53
- 2021 LJ53
- 2021 LK53
- 2021 LL53
- 2021 LM53
- 2021 LN53
- 2021 LO53
- 2021 LP53
- 2021 LQ53
- 2021 LS53
- 2021 LT53
- 2021 LU53
- 2021 LV53
- 2021 LW53
- 2021 LX53
- 2021 LY53
- 2021 LZ53
- 2021 LA54
- 2021 LB54
- 2021 LC54
- 2021 LD54
- 2021 LE54
- 2021 LF54
- 2021 LG54
- 2021 LH54
- 2021 LJ54

### Du 16 au 30 juin 2021
- 2021 MA
- 2021 MB
- 2021 MC
- 2021 MD
- 2021 ME
- 2021 MF
- 2021 MG
- 2021 MH
- 2021 MJ
- 2021 MK
- 2021 ML
- 2021 MM
- 2021 MN
- 2021 MO
- 2021 MR
- 2021 MS
- 2021 MT
- 2021 MU
- 2021 MV
- 2021 MW
- 2021 MX
- 2021 MY
- 2021 MZ
- 2021 MB1
- 2021 MC1
- 2021 MD1
- 2021 ME1
- 2021 MF1
- 2021 MH1
- 2021 MJ1
- 2021 MK1
- 2021 ML1
- 2021 MM1
- 2021 MO1
- 2021 MQ1
- 2021 MR1
- 2021 MS1
- 2021 MT1
- 2021 MU1
- 2021 MV1
- 2021 MX1
- 2021 MY1
- 2021 MZ1
- 2021 MA2
- 2021 MC2
- 2021 MD2
- 2021 ME2
- 2021 MF2
- 2021 MG2
- 2021 MH2
- 2021 MJ2
- 2021 ML2
- 2021 MM2
- 2021 MN2
- 2021 MO2
- 2021 MP2
- 2021 MQ2
- 2021 MR2
- 2021 MT2
- 2021 MU2
- 2021 MV2
- 2021 MW2
- 2021 MX2
- 2021 MY2
- 2021 MZ2
- 2021 MA3
- 2021 MB3
- 2021 MC3
- 2021 MD3
- 2021 ME3
- 2021 MF3
- 2021 MG3
- 2021 MH3
- 2021 MJ3
- 2021 MK3
- 2021 ML3
- 2021 MM3
- 2021 MN3
- 2021 MO3
- 2021 MP3
- 2021 MQ3
- 2021 MR3
- 2021 MS3
- 2021 MT3
- 2021 MU3
- 2021 MW3
- 2021 MZ3
- 2021 MB4
- 2021 MC4
- 2021 ME4
- 2021 MF4
- 2021 MG4
- 2021 MH4
- 2021 MJ4
- 2021 MK4
- 2021 ML4
- 2021 MM4
- 2021 MO4
- 2021 MP4
- 2021 MQ4
- 2021 MS4
- 2021 MT4
- 2021 MU4
- 2021 MV4
- 2021 MW4
- 2021 MX4
- 2021 MY4
- 2021 MZ4
- 2021 MA5
- 2021 MB5
- 2021 MC5
- 2021 MD5
- 2021 ME5
- 2021 MF5
- 2021 MH5
- 2021 MJ5
- 2021 MK5
- 2021 ML5
- 2021 MN5
- 2021 MO5
- 2021 MP5
- 2021 MQ5
- 2021 MR5
- 2021 MS5
- 2021 MT5
- 2021 MU5
- 2021 MV5
- 2021 MX5
- 2021 MY5
- 2021 MA6
- 2021 MB6
- 2021 MC6
- 2021 MD6
- 2021 ME6
- 2021 MF6
- 2021 MG6
- 2021 MH6
- 2021 MJ6
- 2021 MK6
- 2021 ML6
- 2021 MM6
- 2021 MN6
- 2021 MO6
- 2021 MP6
- 2021 MQ6
- 2021 MR6
- 2021 MS6
- 2021 MT6
- 2021 MU6
- 2021 MV6
- 2021 MW6
- 2021 MX6
- 2021 MY6
- 2021 MZ6
- 2021 MA7
- 2021 MB7
- 2021 MD7
- 2021 ME7
- 2021 MF7
- 2021 MG7
- 2021 MH7
- 2021 MJ7
- 2021 MK7
- 2021 MM7
- 2021 MN7
- 2021 MO7
- 2021 MP7
- 2021 MQ7
- 2021 MR7
- 2021 MT7
- 2021 MU7
- 2021 MV7
- 2021 MW7
- 2021 MX7
- 2021 MY7
- 2021 MZ7
- 2021 MB8
- 2021 MC8
- 2021 MD8
- 2021 ME8
- 2021 MF8
- 2021 MG8
- 2021 MH8
- 2021 MJ8
- 2021 MK8
- 2021 MM8
- 2021 MN8
- 2021 MO8
- 2021 MP8
- 2021 MR8
- 2021 MT8
- 2021 MU8
- 2021 MV8
- 2021 MW8
- 2021 MX8
- 2021 MY8
- 2021 MZ8
- 2021 MA9
- 2021 MB9
- 2021 MC9
- 2021 MD9
- 2021 ME9
- 2021 MF9
- 2021 MG9
- 2021 MH9
- 2021 MJ9
- 2021 MK9
- 2021 ML9
- 2021 MM9
- 2021 MN9
- 2021 MO9
- 2021 MP9
- 2021 MR9
- 2021 MT9
- 2021 MV9
- 2021 MW9
- 2021 MX9
- 2021 MY9
- 2021 MZ9
- 2021 MA10
- 2021 MB10
- 2021 MC10
- 2021 MD10
- 2021 ME10
- 2021 MF10
- 2021 MG10
- 2021 MH10
- 2021 MJ10
- 2021 MN10
- 2021 MO10
- 2021 MP10
- 2021 MQ10
- 2021 MR10
- 2021 MS10
- 2021 MT10
- 2021 MU10
- 2021 MV10
- 2021 MY10
- 2021 MZ10
- 2021 MA11
- 2021 MB11
- 2021 MC11
- 2021 MD11
- 2021 ME11
- 2021 MF11
- 2021 MG11
- 2021 MH11
- 2021 MK11
- 2021 ML11
- 2021 MM11
- 2021 MN11
- 2021 MO11
- 2021 MP11
- 2021 MQ11
- 2021 MS11
- 2021 MT11
- 2021 MU11
- 2021 MW11
- 2021 MX11
- 2021 MY11
- 2021 MZ11
- 2021 MA12
- 2021 MC12
- 2021 MD12
- 2021 MF12
- 2021 MG12
- 2021 MH12
- 2021 MJ12
- 2021 MK12
- 2021 ML12
- 2021 MM12
- 2021 MO12
- 2021 MP12
- 2021 MR12
- 2021 MS12
- 2021 MU12
- 2021 MV12
- 2021 MX12
- 2021 MY12
- 2021 MZ12
- 2021 MA13
- 2021 MB13
- 2021 MC13
- 2021 MD13
- 2021 ME13
- 2021 MF13
- 2021 MJ13
- 2021 ML13
- 2021 MO13
- 2021 MP13
- 2021 MS13
- 2021 MT13
- 2021 MU13
- 2021 MW13
- 2021 MY13
- 2021 MA14
- 2021 MB14
- 2021 MC14
- 2021 MD14
- 2021 ME14
- 2021 MF14
- 2021 MG14
- 2021 MH14
- 2021 MJ14
- 2021 MK14
- 2021 ML14
- 2021 MM14
- 2021 MN14
- 2021 MP14
- 2021 MQ14
- 2021 MR14
- 2021 MT14
- 2021 MU14
- 2021 MV14
- 2021 MW14
- 2021 MX14
- 2021 MZ14
- 2021 MA15
- 2021 MB15
- 2021 MD15
- 2021 ME15
- 2021 MF15
- 2021 MH15
- 2021 MJ15
- 2021 ML15
- 2021 MM15
- 2021 MO15
- 2021 MP15
- 2021 MQ15
- 2021 MR15
- 2021 MU15
- 2021 MX15
- 2021 MY15
- 2021 MA16
- 2021 MC16
- 2021 MD16
- 2021 ME16
- 2021 MF16
- 2021 MG16
- 2021 MJ16
- 2021 MK16
- 2021 ML16
- 2021 MM16
- 2021 MO16
- 2021 MP16
- 2021 MR16
- 2021 MT16
- 2021 MU16
- 2021 MW16
- 2021 MX16
- 2021 MY16
- 2021 MZ16
- 2021 MA17
- 2021 MB17
- 2021 MC17
- 2021 ME17
- 2021 MG17
- 2021 MH17
- 2021 MJ17
- 2021 MK17
- 2021 ML17
- 2021 MM17
- 2021 MN17
- 2021 MO17
- 2021 MQ17
- 2021 MS17
- 2021 MT17
- 2021 MU17
- 2021 MW17
- 2021 MX17
- 2021 MY17
- 2021 MZ17
- 2021 MA18
- 2021 MB18
- 2021 MC18
- 2021 MD18
- 2021 ME18
- 2021 MF18
- 2021 MG18
- 2021 MH18
- 2021 MJ18
- 2021 MK18
- 2021 ML18
- 2021 MM18
- 2021 MN18
- 2021 MQ18
- 2021 MR18
- 2021 MS18
- 2021 MT18
- 2021 MV18
- 2021 MW18
- 2021 MX18
- 2021 MY18
- 2021 MZ18
- 2021 MA19
- 2021 MB19
- 2021 MC19
- 2021 MD19
- 2021 ME19
- 2021 MF19
- 2021 MG19
- 2021 MH19
- 2021 MJ19
- 2021 MK19
- 2021 ML19
- 2021 MM19
- 2021 MO19
- 2021 MP19
- 2021 MQ19
- 2021 MR19
- 2021 MS19
- 2021 MT19
- 2021 MU19
- 2021 MV19
- 2021 MW19
- 2021 MX19
- 2021 MY19
- 2021 MZ19
- 2021 MA20
- 2021 MD20
- 2021 ME20
- 2021 MF20
- 2021 MG20
- 2021 MH20
- 2021 MJ20
- 2021 MK20
- 2021 ML20
- 2021 MO20
- 2021 MP20
- 2021 MR20
- 2021 MS20
- 2021 MU20
- 2021 MX20
- 2021 MY20
- 2021 MZ20
- 2021 MA21
- 2021 MB21
- 2021 MC21
- 2021 MD21
- 2021 MF21
- 2021 MG21
- 2021 MH21
- 2021 MJ21
- 2021 MK21
- 2021 ML21
- 2021 MM21
- 2021 MN21
- 2021 MO21
- 2021 MP21
- 2021 MQ21
- 2021 MR21
- 2021 MS21
- 2021 MT21
- 2021 MU21
- 2021 MV21
- 2021 MW21
- 2021 MX21
- 2021 MZ21
- 2021 MA22
- 2021 MB22
- 2021 MC22
- 2021 MD22
- 2021 ME22
- 2021 MF22
- 2021 MG22
- 2021 MH22
- 2021 MJ22
- 2021 MK22
- 2021 ML22
- 2021 MM22
- 2021 MN22
- 2021 MO22
- 2021 MP22
- 2021 MQ22
- 2021 MR22
- 2021 MS22
- 2021 MT22
- 2021 MU22
- 2021 MV22
- 2021 MW22
- 2021 MX22
- 2021 MY22
- 2021 MZ22
- 2021 MA23
- 2021 MB23
- 2021 MD23
- 2021 ME23
- 2021 MF23
- 2021 MG23
- 2021 MH23
- 2021 MJ23
- 2021 MK23
- 2021 ML23
- 2021 MN23
- 2021 MO23
- 2021 MP23
- 2021 MQ23
- 2021 MR23
- 2021 MS23
- 2021 MT23
- 2021 MU23
- 2021 MV23
- 2021 MW23
- 2021 MX23
- 2021 MY23
- 2021 MZ23
- 2021 MA24
- 2021 MB24
- 2021 MC24
- 2021 MD24
- 2021 ME24
- 2021 MF24
- 2021 MH24
- 2021 MJ24
- 2021 MK24
- 2021 MM24
- 2021 MN24
- 2021 MO24
- 2021 MP24
- 2021 MQ24
- 2021 MR24
- 2021 MS24
- 2021 MT24
- 2021 MU24
- 2021 MV24
- 2021 MW24
- 2021 MX24
- 2021 MY24
- 2021 MZ24
- 2021 MA25
- 2021 MB25
- 2021 MC25
- 2021 MD25
- 2021 ME25
- 2021 MF25
- 2021 MG25
- 2021 MH25
- 2021 MJ25
- 2021 MK25
- 2021 ML25
- 2021 MM25
- 2021 MN25
- 2021 MP25
- 2021 MQ25
- 2021 MR25
- 2021 MS25
- 2021 MT25
- 2021 MU25
- 2021 MV25
- 2021 MW25
- 2021 MX25
- 2021 MY25
- 2021 MZ25
- 2021 MA26
- 2021 MB26
- 2021 MC26
- 2021 MD26
- 2021 ME26
- 2021 MF26
- 2021 MG26
- 2021 MH26
- 2021 MJ26
- 2021 MK26
- 2021 ML26
- 2021 MN26
- 2021 MO26
- 2021 MP26
- 2021 MQ26
- 2021 MR26
- 2021 MS26
- 2021 MT26
- 2021 MU26
- 2021 MV26
- 2021 MW26